# 圣欧瑟伯堂 (罗马)
埃斯奎利诺圣欧瑟伯堂（Chiesa di sant'Eusebio all'Esquilino）是一座罗马天主教教堂，位于意大利罗马的埃斯奎利诺区，供奉4世纪殉道圣人罗马的欧瑟伯。
该堂历史可追溯到474年。1238年重建，罗马风风格。正祭台下是罗马的欧瑟伯的圣髑。天顶画是安东·拉斐尔·门斯的新古典主义杰作《圣欧瑟伯的荣耀》 (1757)。
该堂是一个领衔堂区。现任枢机丹尼尔·迪纳尔多, 美国德克萨斯州天主教加尔维斯顿-休斯顿总教区总主教。

## 内部

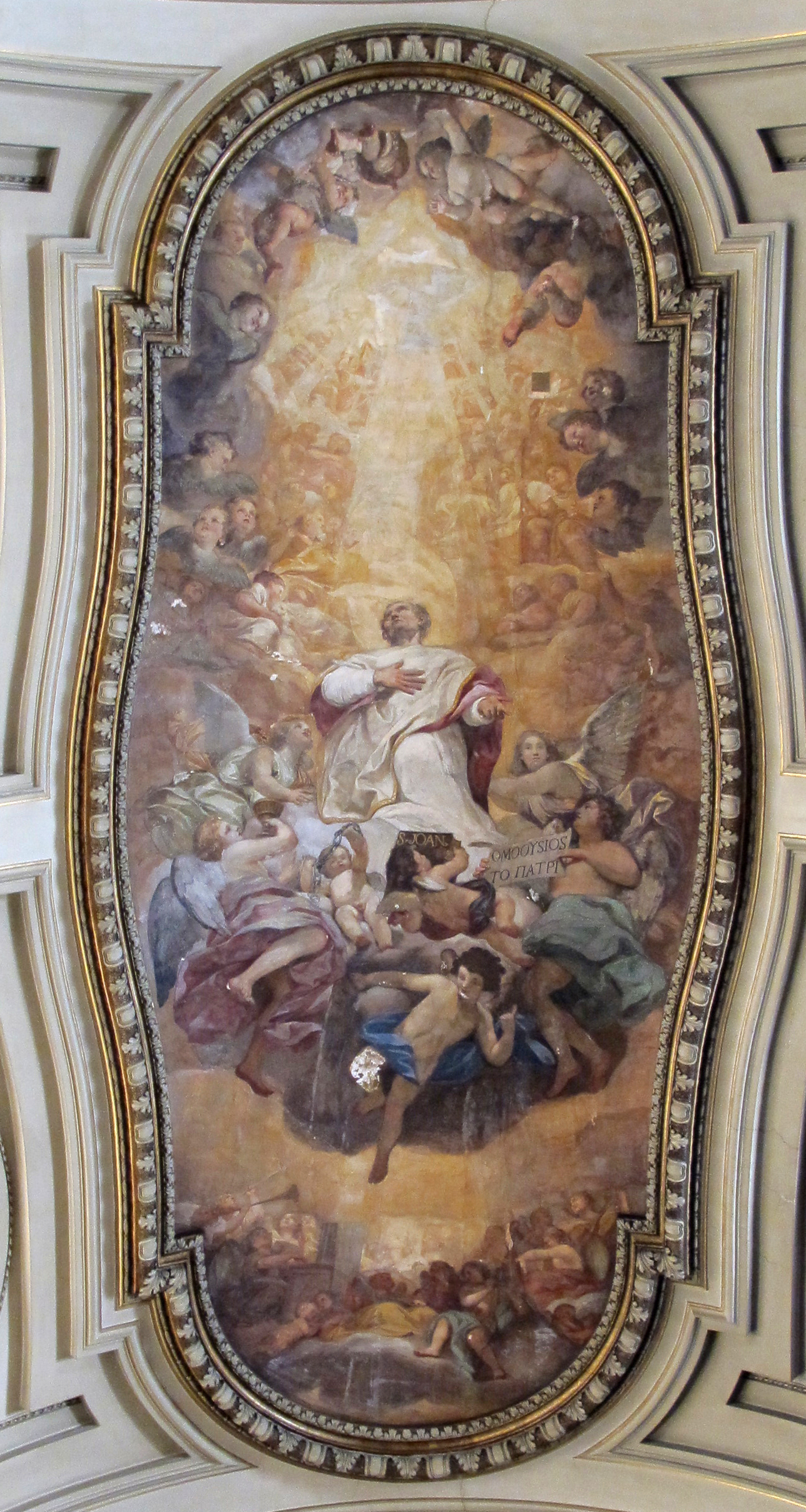
天顶画

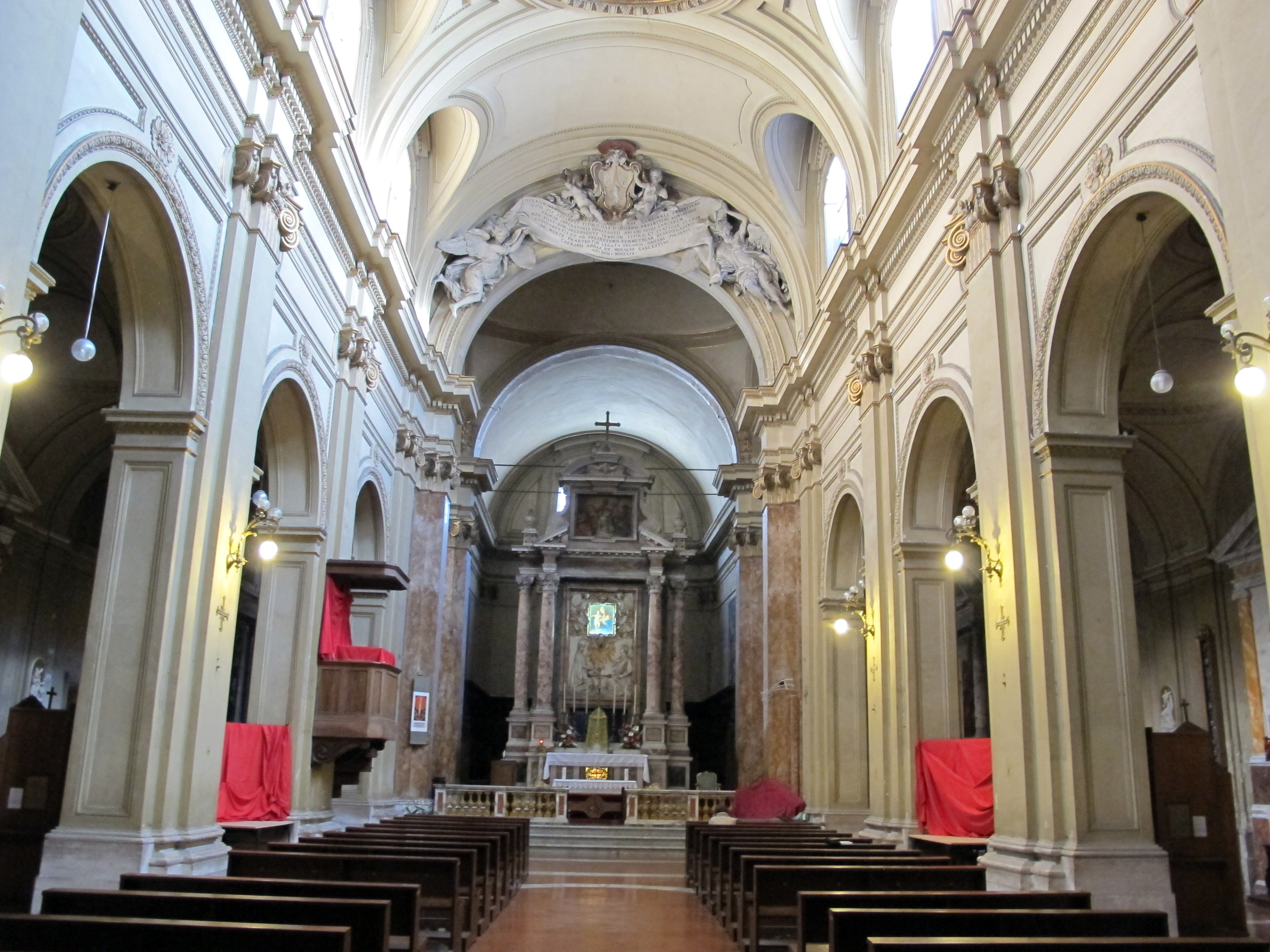

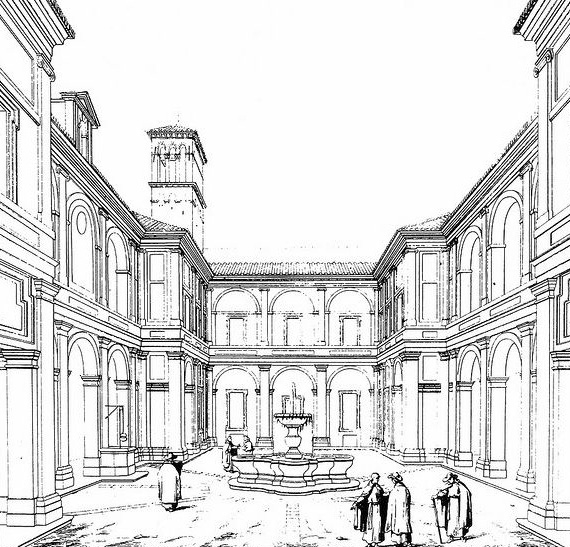

内部为三通廊式，